# Desire (singel Radioramy)
„Desire” – singel włoskiego zespołu Radiorama wydany w grudniu 1985 roku przez wytwórnie Out Records i Discomagic Records. Utwór napisali Mauro Farina, Giuliano Crivellente, Simona Zanini i Claudio Barluzzi. Piosenkę zaśpiewali Mauro Farina oraz Clara Moroni. Podobnie jak poprzednik, singel okazał się sporym sukcesem, powtarzając osiągnięcie debiutanckiego „Chance to Desire” i wchodząc do Top 20 szwajcarskiej listy przebojów.

## Lista utworów

### Wydanie na 7"[2]
A. „Desire (Vocal Version)” – 3:47
B. „Desire (Instrumental Version)” – 3:45

### Wydanie na 12" (1985)[3]
A. „Desire (Vocal Version)” – 4:56
B. „Desire – 3:50
- Wersja na stronie B pojawiła się nieco później na albumie Desires and Vampires.

### Wydanie na 12" (1986)[4]
A. „Desire (Vocal Version)” – 4:56
B. „Desire (Instrumental Version)” – 3:46

### Niemieckie wydanie na 12" (Remix)[5]
A. „Desire (Remix)” – 5:56
B1. „Hey, Hey” – 5:49
B2. „Chance to Desire (Special Remix)” – 7:07
- Wersja (Remix) na stronie A pojawiła się nieco później na albumie Desires and Vampires jako „Remix Of Desire”.

### Szwedzkie wydanie na 12" (A Swedish Beat Box Remix)[6]
A. „Desire (Swedish Remix)” – 7:20
B. „Desire (Original 12" Version)” – 5:05
B. „Desire (7" Version)” – 3:55
- Faktyczne długości nagrań różnią się od tych napisanych na okładce tego wydania.
- Autorem remiksu na stronie A tego wydania jest Frederik Ramel.

## Listy przebojów (1985–1986)
| Państwo                      | Najwyższa pozycja |
| ---------------------------- | ----------------- |
| Szwajcaria (Singles Top 100) | 17                |

## Autorzy[8]
- Muzyka: Mauro Farina, Giuliano Crivellente
- Autor tekstów: Simona Zanini, Claudio Barluzzi
- Śpiew: Mauro Farina, Clara Moroni
- Producent: Marco Bresciani, Paolo Gemma